# Xã Clear Lake, Quận Steuben, Indiana
Xã Clear Lake (tiếng Anh: Clear Lake Township) là một xã thuộc quận Steuben, tiểu bang Indiana, Hoa Kỳ. Năm 2010, dân số của xã này là 799 người.